# Па-дьо-дьо
Па̀-дьо-дьо̀ (фр. pas-de-deux – танц по двойки) е балетна форма.
Първоначално е обикновен танц за двама, в който изпълнителите показват своята танцувална техника. В епохата на романтизма па-дьо-дьото започва да придобива класическата си форма като метод за развиване на сценичните образи. Пример за това е създаденото от Жул Перо па-дьо-дьо в „Жизел“. В края на 19 век придобива окончателнатата си структура – антре, ададжо, вариация на героя, вариация на героинята и кода. Класически примери на па-дьо-дьо са тези в „Дон Кихот“, „Корсар“, „Зле опазеното момиче“, „Фестивалът на цветята в Дженцано“, „Лебедово езеро“, „Лешникотрошачката“, „Спящата красавица“ и „Раймонда“.